# Yavne
Yavne (în ebraică יַבְנֶה‎‎, în arabă ياڨني‎ يبنة, transliterat: Yibnah) este un oraș din Districtul Central din Israel. În 2009 avea o populație de 33.000 de locuitori.